# Kammerbotenstraße
Die Kammerbotenstraße ist eine Straße in der oberbayerischen Kurstadt Bad Reichenhall.

## Beschreibung

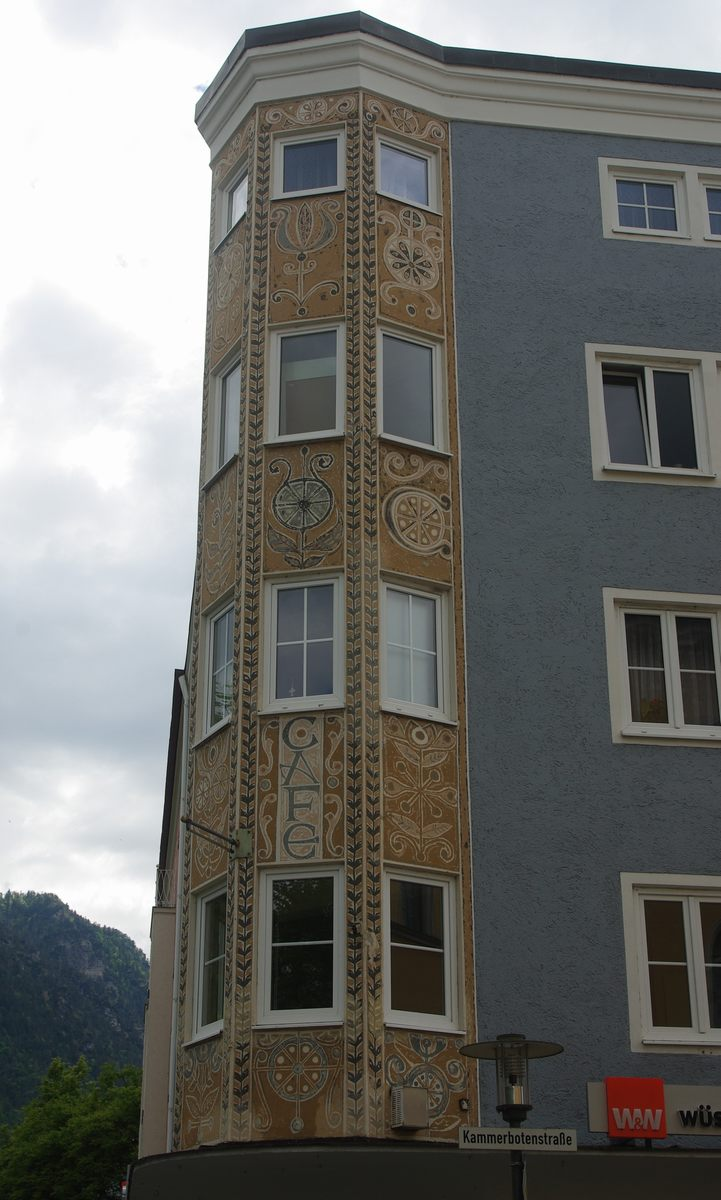
Fassadengestaltung Ecke Kammerboten-/Salinenstraße mit Hinweis auf das ehem. Café Kotter

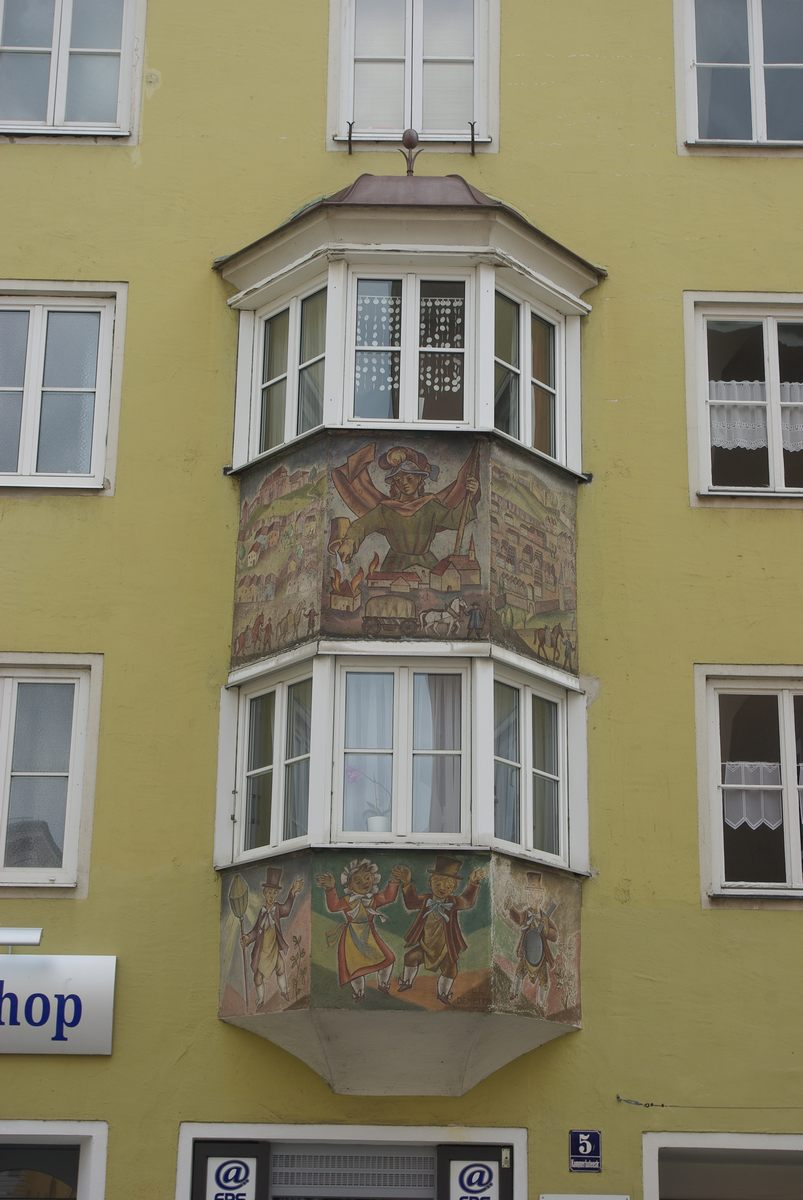
Fassade Kammerbotenstr. 5; Gestaltung mit Stadtbrand und Pfannenflickertanz

Die Kammerbotenstraße in Bad Reichenhall beginnt bei der Salinenstraße und endet nach 155 Metern am sogenannten Stachus, der Straßenkreuzung Innsbrucker Straße, Kammerbotenstraße, Anton-Winkler-Straße und Reichenbachstraße. Die Reichenbachstraße verlängert die Kammerbotenstraße stadtauswärts in nordwestlicher Richtung.
Die Kammerbotenstraße ist Herzstück des Kammerbotenviertels, das sich zwischen Oberer Stadt, dem Rathausplatz und der Alten Saline erstreckt. Es umfasst neben der Kammerbotenstraße auch einen Teil der Salinenstraße, die Herzog-Georgen-Straße, die obere Poststraße, den Nikolaiweg, den Domprobst-Anton-von-Lechner-Platz und die Kirchengasse.
Alle Gebäude, die direkt der Kammerbotenstraße zugeordnet werden, befinden sich ausschließlich auf der südlichen Straßenseite. Der Beamtenstock an der Nordseite zählt zur Salinenstraße, das Gasthaus Zur Post und das Wohn- und Geschäftshaus Ecke Post-/Kammerbotenstraße gehören zur Poststraße.
Die beim Luftangriff auf Bad Reichenhall im April 1945 völlig zerstörten Wohn- und Geschäftsgebäude der Kammerbotenstraße wurden in den Folgejahren abgerissen und in den 1950er Jahren in ähnlicher Form wieder aufgebaut. Dort befanden sich lange das Bekleidungsgeschäft Ponschab, das Café Kotter, die Nikolai-Apotheke, ein Friseur und weitere Geschäfte.

## Geschichte
Der Name der Kammerbotenstraße geht auf die mittelalterlichen Boten des Herzogs zurück, die im Viertel ihre Unterkünfte hatten. Das Viertel verfügte mit dem Kammerbotentor über einen eigenen Zugang zur Stadt. Das Kammerbotentor in der Reichenhaller Stadtmauer wurde jedoch fast ausschließlich von den Boten des Herzogs benutzt, Reisende und Händler in Richtung Tirol, München oder Niederbayern verließen die Stadt durch das weiter südwestlich gelegene Tiroler Tor am Ende der heutigen Tiroler Straße.
Früher hieß die Straße auch Kammerbothen Thor und Herzog-Georgen-Straße. Das Teilstück der oberen Poststraße hieß zeitweise auch Kammerbothen Gasse.
Am nordwestlichen Ende der Kammerbotenstraße und außerhalb der Stadtmauer, stand früher eine große Linde. Diese war als Gerichtslinde über Jahrhunderte der Ort, an dem das Taiding abgehalten wurde. Die Linde befand sich an der nördlichen Ecke Kammerboten- und Innsbrucker Straße (▼). Bei dieser Linde wurde die Bademagd Christina 1515 gefoltert und anschließend auf dem Scheiterhaufen verbrannt. Diese legte am 12. März 1515 Feuer im Haus einer Arbeitskollegin, woraufhin die ganze Stadt mit Ausnahme des Brunnhauses und des Hällinger- oder Pfarrhauses zerstört wurde und 200 Menschen starben.

„[…] als nun die zeit und der Tag ankhomen, da Ihr das Urtl und Recht ist abgelesen worden, hat man Sie auf einen Wagen geschmidt und an dasjenige ohrt geführt, allwo Sye die erschröckhliche Thatt begangen hat, allda hat Ihr der Freymann auf beyden Armen mit einer glüehenten zangen ein Brockhen Fleisch herausgerissen, auf welches Sye erschröckhlich geschryen, leztlich ist Sye auf den Richtblatz khommen, wo Sye verbrennt müsse werden […]. Henkher, der Ihrer 3 waren, haben Sye alsobald mit Kötten an die Saul gebundten, und angeschmidt, daß Sye sich weder aufwärts noch undter sich, oder auch recht- oder linkherseithen bewögen kundte, nach disem Sye die Henkher den Scheitterhauffen angezündtet, je welchen das Feur alsobald den ganzen Hauffen eingenohmen und Sye mitten in dem Feuer gestandten, da hat selbe geschryen wie ein willds Thier vor grossen Schmerzen, eß haben auch viel Leith aus Mitleyde gewaint und Gott für diese unglückselige gebetten. […] Letztlich aber, da Sye den Geist aufgeben, und ganz eingeschnurfet und gebraten, ist Sy auf Gnedigsten Befelch bis auf den anderen Tag an der Saul gebunden bliben […].“

1934 wurde die alte Linde, die bereits krank und hohl war, im Zuge des Baus der Kreuzung am „Stachus“ gefällt.

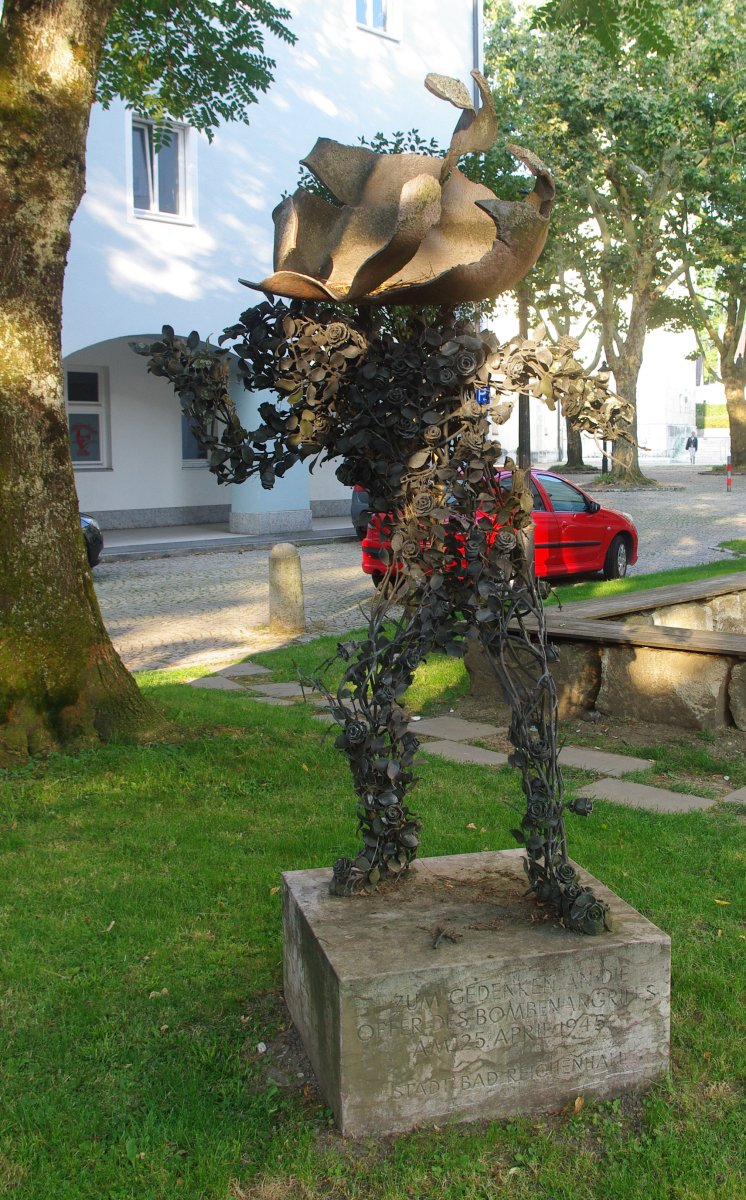
Denkmal von Angerer d. J. für die Opfer des Luftangriffs am ehemaligen Standort der Mädchenschule

Beim Luftangriff auf Bad Reichenhall am 25. April 1945 erlitt das Kammerbotenviertel schwerste Schäden. Durch die unmittelbare Nähe zum Kirchberger Bahnhof der Bahnstrecke Bad Reichenhall–Berchtesgaden wurden weite Teile der oberen Stadt schwer in Mitleidenschaft gezogen. Alle Gebäude der Kammerbotenstraße galten als total zerstört, wie auch die meisten Gebäude an der oberen Poststraße, weshalb dieser Bereich wegen der moderneren Bebauung heute nicht Teil des Ensembles Poststraße ist. Schwer getroffen wurden in unmittelbarer Nähe auch der Beamtenstock der Saline, die Mädchenschule in der Salinenstraße, sowie mehrere Gebäude – darunter auch der Fischerbräu – in der Tiroler Straße. Die Pfarrkirche St. Nikolaus wurde von einer Sprengbombe getroffen, die jedoch nicht explodierte.
An der Ecke Innsbrucker-/Kammerbotenstraße befand sich ein Luftschutzraum. Das alte, seit der Inbetriebnahme des Saalachkraftwerks, leere und überwölbte Bachbett des Abstreitermühlbaches war auf 150 Metern Länge zu einem Schutzraum ausgebaut worden. Zudem bot in unmittelbarer Nähe der unterirdische Quellenbau der Alten Saline Platz für über 1000 Menschen. Trotzdem fanden in und um die Kammerbotenstraße viele Bürger den Tod. Direkt zugeordnet werden können sieben Menschen in der Herzog-Georgen-Straße, zwölf in der oberen Poststraße und drei in der Kammerbotenstraße. Weitere Menschen starben in der Salinenstraße und im Bereich der Alten Saline.
1953 wurde mit dem Wiederaufbau des Kammerbotenviertels begonnen, die Häuser wurden in geschlossener Innenstadtbauweise im Inn-Salzach-Stil errichtet. Die Achsen der Herzog-Georgen-Straße und der Oberen Poststraße wurden leicht verschoben, auf beiden Seiten der Kammerbotenstraße entstanden so kleine, längsrechteckige Plätze. Die „architektonisch reizvolle Platzabfolge“ bis zum Rathausplatz bildet eine Achse mit Blick zu den Türmen der Pfarrkirche St. Nikolaus, des alten Rathauses und der Ägidikirche.
Zwischen 1974 und 1976 wurden die Ludwigstraße und ein Teilstück der Salzburger Straße zur ersten Fußgängerzone der Stadt umgewidmet. Bis dahin – insbesondere vor dem Bau der Umgehungsstraße (B 20/B 21) – führte die Hauptverkehrsachse durch Bad Reichenhall über Salzburger Straße, Ludwigstraße, Salinenstraße, Kammerbotenstraße, Anton-Winkler-Straße und Berchtesgadener Straße. Über diesen Straßenzug floss bis zum Bau der Umgehungsstraße auch der gesamte Verkehr durch das kleine Deutsche Eck. Seit der Einrichtung der Fußgängerzone und des Neubaus der Münchner Allee fließt der innerstädtische Verkehr von der Münchner Allee über Bahnhofstraße, Wittelsbacher Straße und die Innsbrucker Straße bis zum „Stachus“ am nordwestlichen Ende der Kammerbotenstraße. Von dieser Kreuzung aus führt die Berchtesgadener Straße (B 21) in Richtung Bischofswiesen und Berchtesgaden und die Reichenbachstraße in Richtung Karlstein, sowie zur B 21 in Richtung Burghausen und die Landesgrenze und zur B 304 in Richtung Landkreis Traunstein.

## Nahverkehr
Die Haltestelle Rathausplatz in der Salinenstraße wird von den Stadtwerken Bad Reichenhall mit den Stadtbuslinien 1 und 2, sowie der Citybuslinie 4 angefahren. Die Zu- und Abfahrt zu bzw. von Salinenstraße und Rathausplatz erfolgt über die Kammerbotenstraße.
Weitere Haltestellen in der Nähe befinden sich in der Anton-Winkler- und der Innsbruckerstraße. Diese Haltestellen werden z. T. auch von verschiedenen Buslinien des Regionalverkehr Oberbayern und der Österreichischen Bundesbahnen angefahren.

## Baudenkmäler

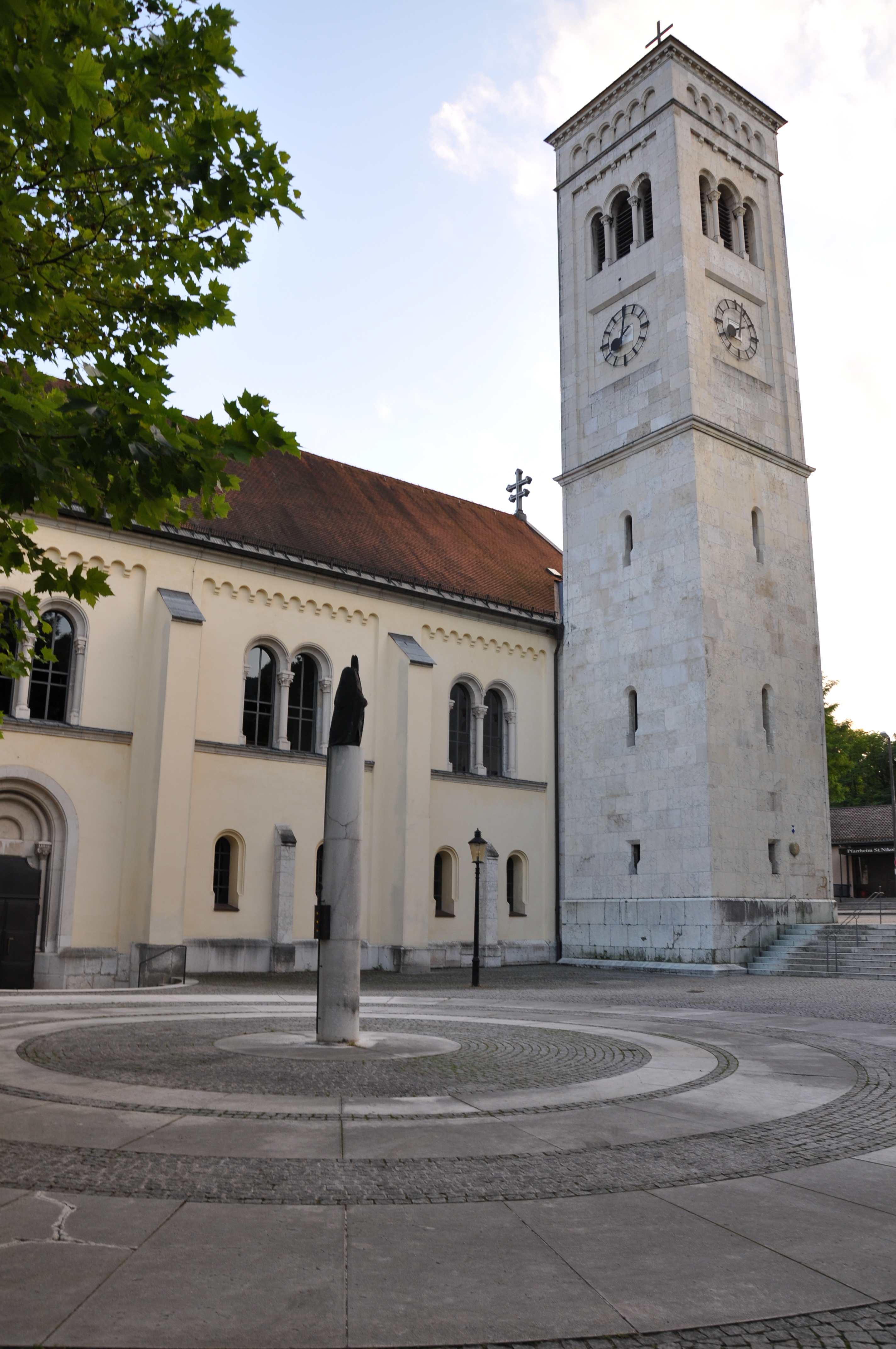
Pfarrkirche St. Nikolaus

Direkt an der Kammerbotenstraße befinden sich – auch bedingt durch die Zerstörungen nach dem Luftangriff auf Bad Reichenhall – keine Baudenkmäler. Der Beamtenstock der Saline endet jedoch an der Ecke Salinen-/Kammerbotenstraße und an der Ecke zur Poststraße befinden sich in einem Innenhof Reste des runden Turms der mittelalterlichen Stadtbefestigung.
Weitere wichtige Baudenkmäler in der näheren Umgebung sind die Pfarrkirche St. Nikolaus, viele erhaltene Teilabschnitte der Stadtmauer, die Alte Saline sowie die Bauensembles Obere Stadt, Rathausplatz, Poststraße und das Ensemble Alte Saline.